# Elisabeth Cooymans
Elisabeth Cooymans, nascuda com Elisabeth Marianne de Groot (Waalwijk (Brabant del Nord), 31 de març, 1920 – Houten (província d'Utrecht), 14 d'octubre, 2018) va ser una professora d'alt i veu holandesa.

## Biografia
Infància i Educació

Elisabeth Cooymans era filla de Maria Johanna van Rooij i del sabater Antonius de Groot. El 1947, es va casar amb el psiquiatre i neuròleg Johannes Gerardus Maria Cooijmans, que va morir el 1975. Tots dos estan enterrats al cementiri catòlic romà de Berlicum.
Va estudiar cant solista al Conservatori d'Utrecht amb el director Hendrik Andriessen i posteriorment va estudiar amb Berthe Seroen, Irma Kolassi i Willem Ravelli.

## Carrera i vida posterior
Abans d'estudiar cant solista, Elisabeth Cooymans va treballar com a organista i directora de cor a 's-Hertogenbosch i va actuar com a pianista en concerts de cambra. Com a cantant, es va fer coneguda principalment com a intèrpret del repertori de lieder, però també cantava sovint papers de concert en òperes, oratoris i altres obres orquestrals vocals. Se la va sentir sovint a la ràdio i va actuar internacionalment amb directors de renom com Erich Leinsdorf, Jean Fournet i Riccardo Muti. El 1969, va actuar a la sala principal del Concertgebouw, cantant Le roi David d'Arthur Honegger sota la direcció de Frans Moonen. Cooymans va donar el seu últim concert als 65 anys al castell de Groenevelt a Baarn, després del qual es va dedicar principalment a l'ensenyament del cant. També va ser membre del jurat del Concurs Vocal Internacional de 's-Hertogenbosch.
Elisabeth Cooymans va tenir diversos fills, entre ells el percussionista i enginyer de so Manuel Cooymans. Va morir el 14 d'octubre de 2018 a Houten.

## Repertori
El repertori d'Elisabeth Cooymans era extens i consistia principalment en cançons dels segles XIX i XX, incloent-hi obres de Franz Schubert, Robert Schumann, Johannes Brahms, Ernest Chausson, Gustav Mahler, Benjamin Britten i el seu compositor preferit, Claude Debussy. També va col·laborar en les estrenes de noves obres, com ara "La Verge à Midi" (1966) de Hendrik Andriessen. El 1969, el compositor Alexander Voormolen va escriure l'obra Madrigal per a mezzosoprano o baríton, que va dedicar a Elisabeth Cooymans i el 1971 el compositor Jacques Reuland va escriure un Magnificat per a ella.

## Àlbums
Àlbums en solitari

- Elisabeth Cooymans, cantant de concert: Memories of a Life in Love for Song (doble CD), autoedició, 2006
- Recull d'enregistraments radiofònics del període 1965-1987

Àlbum recopilatori

- Mozart, Lieder - Notturni, Philips, 1991

Registres de gramòfons

- Elisabeth Cooymans i Albert De Klerk, Eurosound / KRO Klassiek, 1979[2]
- Lenteliederen En Berceuses, EMI Records Ltd., 1973[3]
- 9è lustre de l'H.O.E.K. Societat, 1970[4]

Premis

- 1972, Fundació Johan Wagenaar, distingida pels èxits en música de cambra